# Santa Bárbara de Samaná
Santa Bárbara de Samaná – miasto i gmina na Dominikanie; stolica prowincji Samaná.

## Opis
Miasto zostało założone w 1756 roku. Obecnie miejscowość jest popularnym nadmorskim ośrodkiem turystycznym Dominikany, zajmuje powierzchnię 412,11 km² i liczy 13 857 mieszkańców 1 grudnia 2010.